# إيشيمباي
إيشيمباي (بالروسية: Ишимбай) هي إحدى مدن روسيا في الكيان الفدرالي الروسي باشكورتوستان.
- (بالروسية) Ishimbay